# 동경 36도
동경 36도(東經36度)는 본초 자오선에서 동쪽으로 36도 떨어진 경선이다. 북극점에서 시작하여 북극해, 유럽, 아시아, 아프리카, 인도양, 남극해, 남극을 거쳐 남극점에 이른다.
동경 36도는 서경 144도와 이어져 지구의 둘레를 이룬다.
북극점에서 남극점까지 동경 36도선은 다음 지역을 지나간다.
| 좌표                                                  | 나라, 지역, 해역  | 주석                                                   |
| ----------------------------------------------------- | ----------------- | ------------------------------------------------------ |
| 북위 90° 0′ 동경 36° 0′  / 북위 90.000° 동경 36.000°  | 북극해            |                                                        |
| 북위 80° 19′ 동경 36° 0′  / 북위 80.317° 동경 36.000° | 바렌츠해          | 러시아의 빅토리아섬의 서쪽 해역을 지남                 |
| 북위 69° 7′ 동경 36° 0′  / 북위 69.117° 동경 36.000°  | 러시아            | 콜라반도                                               |
| 북위 66° 20′ 동경 36° 0′  / 북위 66.333° 동경 36.000° | 백해              |                                                        |
| 북위 65° 11′ 동경 36° 0′  / 북위 65.183° 동경 36.000° | 러시아            | 솔로벳스키 제도                                        |
| 북위 64° 59′ 동경 36° 0′  / 북위 64.983° 동경 36.000° | 백해              |                                                        |
| 북위 64° 11′ 동경 36° 0′  / 북위 64.183° 동경 36.000° | 러시아            | 오네가호를 통과함                                      |
| 북위 50° 27′ 동경 36° 0′  / 북위 50.450° 동경 36.000° | 우크라이나        |                                                        |
| 북위 46° 39′ 동경 36° 0′  / 북위 46.650° 동경 36.000° | 아조프해          |                                                        |
| 북위 45° 22′ 동경 36° 0′  / 북위 45.367° 동경 36.000° | 우크라이나        | 크림 자치 공화국                                       |
| 북위 45° 2′ 동경 36° 0′  / 북위 45.033° 동경 36.000°  | 흑해              |                                                        |
| 북위 41° 43′ 동경 36° 0′  / 북위 41.717° 동경 36.000° | 튀르키예          |                                                        |
| 북위 36° 55′ 동경 36° 0′  / 북위 36.917° 동경 36.000° | 지중해            | 이스켄데른만                                           |
| 북위 36° 29′ 동경 36° 0′  / 북위 36.483° 동경 36.000° | 튀르키예          |                                                        |
| 북위 35° 56′ 동경 36° 0′  / 북위 35.933° 동경 36.000° | 시리아            |                                                        |
| 북위 34° 39′ 동경 36° 0′  / 북위 34.650° 동경 36.000° | 레바논            |                                                        |
| 북위 33° 43′ 동경 36° 0′  / 북위 33.717° 동경 36.000° | 시리아            | 11km 정도                                              |
| 북위 33° 37′ 동경 36° 0′  / 북위 33.617° 동경 36.000° | 레바논            | 10km 정도                                              |
| 북위 33° 32′ 동경 36° 0′  / 북위 33.533° 동경 36.000° | 시리아            |                                                        |
| 북위 32° 40′ 동경 36° 0′  / 북위 32.667° 동경 36.000° | 요르단            | 암만의 동쪽을 지남                                     |
| 북위 29° 12′ 동경 36° 0′  / 북위 29.200° 동경 36.000° | 사우디아라비아    |                                                        |
| 북위 26° 56′ 동경 36° 0′  / 북위 26.933° 동경 36.000° | 홍해              | 이집트의 영토인 록키섬의 서쪽 해역을 지남              |
| 북위 22° 41′ 동경 36° 0′  / 북위 22.683° 동경 36.000° | 할라입 트라이앵글 | 이집트의 영토이면서 수단이 영유권을 주장하는 분쟁 영토 |
| 북위 22° 0′ 동경 36° 0′  / 북위 22.000° 동경 36.000°  | 수단              |                                                        |
| 북위 12° 43′ 동경 36° 0′  / 북위 12.717° 동경 36.000° | 에티오피아        | 투르카나 호수에 있는 케냐와의 국경선                   |
| 북위 4° 29′ 동경 36° 0′  / 북위 4.483° 동경 36.000°   | 케냐              |                                                        |
| 남위 2° 5′ 동경 36° 0′  / 남위 2.083° 동경 36.000°    | 탄자니아          |                                                        |
| 남위 11° 30′ 동경 36° 0′  / 남위 11.500° 동경 36.000° | 모잠비크          |                                                        |
| 남위 18° 56′ 동경 36° 0′  / 남위 18.933° 동경 36.000° | 인도양            |                                                        |
| 남위 60° 0′ 동경 36° 0′  / 남위 60.000° 동경 36.000°  | 남극해            |                                                        |
| 남위 69° 24′ 동경 36° 0′  / 남위 69.400° 동경 36.000° | 남극              | 퀸모드랜드, 노르웨이가 영유권을 주장한다.              |

## 같이 보기
- 동경 35도
- 동경 37도